# Sungods in Exile

Sungods in Exile (« L'exil des dieux-soleil ») est un livre publié en 1978 sous le pseudonyme de David Agamon par l'auteur britannique David Gamon. Cet ouvrage prétend être basé sur les notes d'un certain Dr Karyl Robin-Evans, qui aurait été professeur à l'université d'Oxford.

## Explication
L'histoire est celle d'une expédition menée en 1947 au Tibet et pendant laquelle une équipe scientifique se rend dans la cordillère de Bayan Har et rencontre la tribu Dropa, qui serait d'origine extraterrestre et dont le vaisseau se serait écrasé sur la Terre. Le livre présente des photographies de la tribu et de pierres circulaires, les dropas, qui contiendraient des messages de ces entités.
Bien que l'on n'ait jamais trouvé trace d'un quelconque Dr Karyl Robin-Evans enseignant à Oxford, les dropas ont continué à apparaître régulièrement dans la sous-culture ufologiste et l'auteur Hartwig Hausdorf a popularisé cette histoire dans son livre, Le Roswell chinois, publié en 1998. Diverses variations sur le même thème ont par la suite ajouté un tout aussi hypothétique professeur Tsum Um Nui d'une prétendue académie pékinoise d'étude du monde antique, lequel aurait décodé les inscriptions sur les pierres.
En 1995, l'auteur britannique David Agamon admit dans un entretien au magazine Fortean Times qu'il était bel et bien l'auteur de Sungods in Exile et qu'il avait été inspiré par le succès d'Erich von Däniken et de sa théorie des anciens astronautes.
L'essentiel des sources utilisées pour la rédaction du livre provient d'un article de la revue Russian Digest des années 1960 et du livre de science-fiction de l'auteur français Daniel Piret, Les disques de Biem-Kara, publié aux éditions Fleuve noir en 1973.

### Source
- (en) Cet article est partiellement ou en totalité issu de l’article de Wikipédia en anglais intitulé « Sungods in Exile » (voir la liste des auteurs).